# Петерсен, Отто
О́тто Ра́йнерт Пе́терсен (фар. Otto Reinert Petersen; род. 21 декабря 1995 года в Тофтире, Фарерские острова) — фарерский футболист, игрок второй команды клуба «Б68».

## Карьера
Отто — воспитанник тофтирского «Б68». Его дебют за вторую команду клуба состоялся 4 августа 2012 года в матче первого дивизиона против дублирующего состава «ЭБ/Стреймур». Всего в своём первом сезоне на взрослом уровне он сыграл в 7 встречах первой лиги. 24 мая 2014 года игрока забил первый гол в карьере, поразив ворота дубля «Сувуроя» в игре второго дивизиона.
За первую команду «Б68» Отто дебютировал в 2016 году: 20 марта он вышел в стартовом составе в матче фарерской премьер-лиги против клуба «Б36» и отметился забитым мячом. Суммарно в сезоне-2016 игрок принял участие в 20 встречах высшего дивизиона и отметился в них 2 забитыми мячами. По его итогам «Б68» покинул премьер-лигу, и следующие 3 года Отто выступал за главную команду тофтирцев в первом дивизионе. В сезоне-2020 он был переведён в дублирующий состав «Б68».